# Arbeitsgericht Neustrelitz
Das Arbeitsgericht Neustrelitz war ein Gericht der Arbeitsgerichtsbarkeit mit Sitz in Neustrelitz.

## Geschichte
Gemäß Arbeitsgerichtsgesetz vom 23. Dezember 1926 wurden in Deutschland Arbeitsgerichte gebildet. Diese waren nur in der ersten Instanz unabhängig, die Landesarbeitsgerichte waren den Landgerichten zugeordnet. Am Landgericht Neustrelitz entstand so 1927 das Landesarbeitsgericht Neustrelitz als einziges Landesarbeitsgericht in Mecklenburg-Strelitz. In Neustrelitz entstand das Arbeitsgericht Neustrelitz. Sein Sprengel umfasste den Bezirke der Amtsgerichte Neustrelitz, Strelitz, Feldberg, Woldegk, Fürstenberg/Havel und Mirow. Es bestand je eine Kammer für Arbeiter und für Angestellte und für Handwerk. Es hatte seinen Sitz in der Töpferstraße 15.
Im Jahre 1934 wurden Mecklenburg-Schwerin und Mecklenburg-Strelitz zusammengeschlossen. Hierbei wurde das Landesarbeitsgericht Neustrelitz aufgelöst und das Landesarbeitsgericht Güstrow Landesarbeitsgericht für ganz Mecklenburg.
Nach der Besetzung Deutschlands durch die Alliierten wurden 1945 zunächst alle Gerichte geschlossen. Die ordentlichen Gerichte wurden schon bald wieder eröffnet, während die Arbeitsgerichte zunächst außer in Hamburg nicht wieder eingerichtet wurden, so dass arbeitsgerichtliche Streitigkeiten von den ordentlichen Gerichten erledigt werden mussten. Gemäß Kontrollratsgesetz 21 sollten in Deutschland Arbeitsgerichte aufgebaut werden. So wurde in Neustrelitz wurde das Arbeitsgericht neu gebildet. In der DDR bestanden 1952 bis 1963 Arbeitsgerichte auf Kreis- und Bezirksebene. Nachdem diese 1963 in die Kreis- und Bezirksgerichte integriert worden waren, gab es keine gesonderten Arbeitsgerichte mehr.
Nach dem Zusammenbruch der DDR entstand das Arbeitsgericht Neustrelitz 1991 durch das Gerichtsstrukturgesetz vom 19. März 1991 neu. Am 18. Dezember 2001 wurde es aufgehoben und das Arbeitsgericht Neubrandenburg an seiner Stelle geschaffen.